# 4507 (1990 FV)
4507 (1990 FV) је астероид главног астероидног појаса чија средња удаљеност од Сунца износи 2,868 астрономских јединица (АЈ).
Апсолутна магнитуда астероида је 11,8.